# Christl Donnelly
Christl Ann Donnelly est professeur d'épidémiologie statistique à l'Imperial College de Londres, à l'Université d'Oxford  et membre du St Peter's College d'Oxford ,. Elle est directrice associée du MRC Center for Global Infectious Disease Analysis .

## Éducation
Donnelly fait ses études à l'Oberlin College dans l'Ohio, où elle obtient un baccalauréat ès arts et à l'Université Harvard de Boston, où elle obtient en 1992 une maîtrise ès sciences (MSc) et un doctorat ès sciences (SciD)  diplômes en biostatistique  sous la direction de Nan Laird et James H. Ware. 

## Carrière et recherche
Les recherches de Donnelly portent sur des méthodes statistiques et biomathématiques pour analyser les schémas épidémiologiques de maladies infectieuses telles que la maladie à coronavirus 2019 (COVID-19) ,, le sous-type H1N1 du virus de la grippe A , et le syndrome respiratoire aigu sévère (SRAS) , le syndrome respiratoire du Moyen-Orient (MERS), la maladie à virus Ebola , les zoonoses et le VIH/SIDA . Elle s'intéresse à l'écologie, à la conservation et au bien-être animal  ayant travaillé sur l'encéphalopathie spongiforme bovine (ESB)  et la fièvre aphteuse  chez les bovins, la tuberculose bovine et les politiques concernant l'abattage des blaireaux au Royaume-Uni ,,.
 
Donnelly est élue membre de la Royal Society (FRS) en 2016 et membre de l'Académie des sciences médicales (FMedSci) en 2015 . Elle est nommée Commandeur de l'Ordre de l'Empire britannique (CBE) lors des honneurs du Nouvel An 2018 . En 2016, Donnelly remporte le prix Suffrage Science ,.